# 855

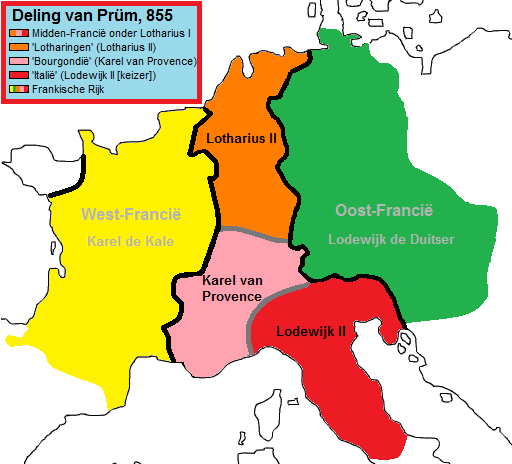
Verdeling van het Midden-Frankische Rijk

Het jaar 855 is het 55e jaar in de 9e eeuw volgens de christelijke jaartelling.

## Gebeurtenissen

### Europa
- 29 september - Keizer Lotharius I overlijdt na een regeerperiode van 15 jaar (nadat hij samen met zijn vader Lodewijk I ("de Vrome") heeft geregeerd tot 840). Met het Verdrag van Prüm wordt het Midden-Frankische Rijk verdeeld onder zijn drie zoons, Lodewijk II krijgt het bestuur over Italië en ontvangt de keizerskroon van het Heilige Roomse Rijk. De andere zoons Lotharius II en Karel krijgen respectievelijk Lotharingen en Bourgondië toegewezen.
- De Viking-hoofdmannen Rorik en Godfred Haraldson keren naar Denemarken terug. Ze proberen tevergeefs de macht te grijpen en worden gedwongen naar Dorestad terug te keren om Friesland weer in bezit te nemen.
- Winter - Lotharius II treedt in het huwelijk met Theutberga, een dochter van de Frankische edelman Boso van Arles, die verscheidene bezittingen heeft in het westen van Zwitserland.

### Byzantijnse Rijk
- november - Keizer Michaël pleegt in Constantinopel met steun van de Byzantijnse adel een staatsgreep tegen zijn moeder en regentes Theodora II. Hij organiseert een strafexpeditie tegen de paulicianen in Armenië. De volgelingen worden op bevel van Michaël gevangengenomen en gemarteld.

### Brittannië
- Koning Ethelwulf van Wessex onderneemt samen met zijn 6-jarige zoon Alfred een pelgrimsreis naar Rome. Hij verdeelt het koninkrijk onder zijn twee oudste zoons, Ethelbald krijgt het bestuur over Wessex en Ethelbert regeert als onderkoning over Kent, Surrey, Sussex en Essex.

## Religie
- 17 juli - Paus Leo IV overlijdt na een pontificaat van 8 jaar. Hij wordt opgevolgd door Benedictus III als de 104e paus van de Katholieke Kerk. Lotharius I benoemt Anastasius III als tegenpaus van Rome.
- Eerste schriftelijke vermeldingen van Ermelo, Putten en Rhenen.

## Geboren
- Geraldus van Aurillac, Frankisch edelman en heilige (waarschijnlijke datum)
- Harald I, koning van Noorwegen (waarschijnlijke datum)
- Hugo, Frankisch edelman (waarschijnlijke datum)
- Koenraad de Oudere, Frankisch edelman (waarschijnlijke datum)
- Luitpold, Frankisch edelman (waarschijnlijke datum)
- Richard I, Frankisch edelman (waarschijnlijke datum)
- Rudolf I, koning van Opper-Bourgondië (waarschijnlijke datum)
- Smbat de Martelaar, koning van Armenië (waarschijnlijke datum)

## Overleden
- Ahmad ibn Hanbal (75), Arabisch imam en jurist
- 8 december - Drogo (54), Frankisch aartsbisschop
- 29 september - Hartgar, Frankisch bisschop
- 17 juli - Leo IV, paus van de Katholieke Kerk
- 29 september - Lotharius I (60), keizer van het Midden-Frankische Rijk
- Pepijn, Frankisch graaf (waarschijnlijke datum)